# Gare de Høn
La gare de Høn est une gare ferroviaire norvégienne de la ligne de Drammen située dans la commune d'Asker et destinée exclusivement au trafic local. Elle se trouve à 22,17 km d'Oslo.